# Convento de San Francisco (Barcelona)
El convento de San Francisco de Barcelona fue el principal convento franciscano de la ciudad de Barcelona (España). Fue demolido en 1837.

## Historia y descripción
El convento de San Francisco de Barcelona, o convento de Framenors, fue el principal establecimiento religioso de la orden de los franciscanos en Barcelona. Ocupaba parte de la fachada marítima de la ciudad de Barcelona, desde La Rambla, donde hoy se alza el edificio del Gobierno Militar, hasta el lugar donde actualmente se encuentra la Plaza del Duque de Medinaceli, y los edificios adyacentes. La iglesia del Convento y los dos claustros que poseía eran uno de los mejores ejemplos del gótico temprano en Cataluña. El convento fue desamortizado en 1835 y poco después, en 1837, fue demolido completamente. El terreno en el que se hallaba fue urbanizado.
El CRAI Biblioteca de Reserva de la Universidad de Barcelona conserva, a raíz de la desamortización de 1835, los fondos provenientes del Convento de San Francisco de Asís, que actualmente suman más de 4.200 ediciones. Asimismo, ha registrado y descrito algún ejemplo de las marcas de propiedad que identificaron el convento a lo largo de su existencia.
La tradición explica que el propio San Francisco de Asís vino a Barcelona en 1211, para recorrer el Camino de Santiago como peregrino, y se hospedó en un hospital de peregrinos, muy frecuentes en la época, cerca de la Calle del Dormitorio de San Francisco, llamado así desde entonces. Años después, el hospital de peregrinos fue cedido a los frailes franciscanos durante el reinado de Jaime I el Conquistador, y la orden franciscana estableció así su residencia en la ciudad condal. Entre 1236 y 1240 se construyó la primitiva iglesia del edificio, pero la iglesia definitiva fue comenzada en 1247 y fue terminada cincuenta años después, en 1297, habiendo sido consagrada previamente, en 1276.
El claustro del Convento fue comenzado a construir en 1275, pero su construcción se prolongó hasta mediados del siglo XIV. El claustro mayor estaba decorado con una serie de veinte lienzos de gran tamaño en los que se narraba la vida de San Francisco de Asís, una de las mejores obras de Antonio Viladomat. Los cuadros fueron retirados del Convento de San Francisco por la Real Academia de Bellas Artes de San Jorge y hoy en día, los lienzos se exponen en el Museo Nacional de Arte de Cataluña.

## Sepulturas reales

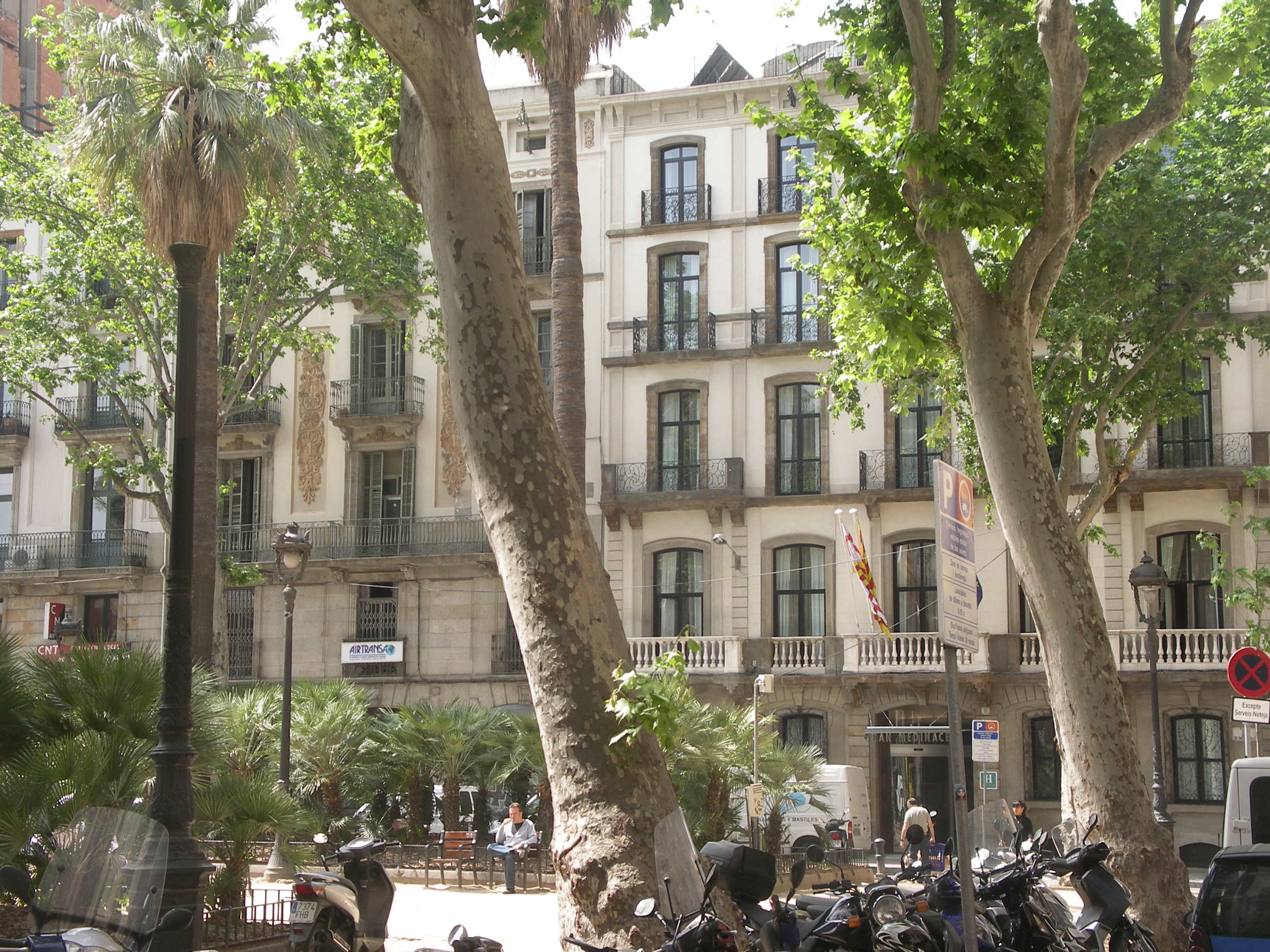
Plaza del Duque de Medinaceli de Barcelona, donde se alzaba una parte del convento de San Francisco de la ciudad de Barcelona

La iglesia del convento de San Francisco fue elegida como lugar de sepultura por numerosos miembros de la familia real aragonesa, así como numerosos miembros de la nobleza, sobre todo barcelonesa. En San Francisco de Barcelona fueron sepultados el rey Alfonso III el Liberal y su madre la reina Constanza de Sicilia, esposa de Pedro III el Grande, ambos sepultados con el hábito franciscano.
Asimismo recibieron sepultura entre estos muros la reina Sibila de Fortiá, cuarta esposa de Pedro IV de Aragón, la reina María de Chipre, esposa de Jaime II de Aragón, y la reina Leonor de Aragón, reina de Chipre por su matrimonio con Pedro I de Chipre, nieta de Jaime II de Aragón. También recibieron sepultura en este Convento los infantes Jaime I de Urgel y Fadrique, hijos de Alfonso IV de Aragón.
Los restos de todos los personajes reales nombrados anteriormente, al ser exclaustrados los frailes franciscanos y violadas muchas de las sepulturas, fueron trasladados, introducidos en sacos, a la Catedral de Barcelona, donde en 1852 fueron colocados todos en dos urnas de mármol, sufragadas por la reina Isabel II de España, que fueron colocadas en la Capilla de los Mártires del claustro de la Seo barcelonesa, donde permanecieron hasta el 13 de octubre de 1998, día en el que se trasladaron los restos al interior de la Catedral, donde pueden hoy admirarse en el muro del Altar Mayor, en el lado del Evangelio, en unas urnas esculpidas por el artista catalán Frederic Marès.

## Otras sepulturas reales
Otros miembros de la familia real aragonesa fueron sepultados en el Convento de San Francisco, pero sus restos no figuran como trasladados a la Catedral de Barcelona. Dichos miembros de la familia real son Timbor de Prades, hija del conde Juan de Prades y bisnieta de Jaime II de Aragón, Sancha Jiménez de Cabrera, hija de la anterior y tataranieta de Jaime II de Aragón, Cecilia de Urgel, hija del conde Pedro II de Urgel y bisnieta de Alfonso IV el Benigno, y también el infante Pedro, hijo de Pedro IV el Ceremonioso y de Sibila de Fortiá, muerto en la infancia, aunque en ciertas fuentes está registrado que el pequeño infante Pedro fue primeramente sepultado en el Convento de San Francisco de Barcelona, y posteriormente, en 1369, fue trasladado junto a su abuelo Alfonso IV el Benigno al Convento de San Francisco de Lérida. Actualmente, los restos de Alfonso IV el Benigno se encuentran sepultados, al parecer, en la Catedral Vieja de Lérida.
El infante Jaime de Aragón, hijo primogénito de Jaime II y heredero de la corona, fue sepultado según las fuentes documentales más antiguas en la catedral de Tarragona, pero en ciertas crónicas posteriores se manifiesta que sus restos fueron trasladados a este Convento de San Francisco de Barcelona. Esta teoría sólo tiene como fundamento el que en la Catedral de Tarragona, a pesar de estar documentado que allí recibió sepultura el polémico infante, jamás ha habido evidencia arqueológica de ello. En cualquier caso, tanto si el cadáver del infante Jaime fue trasladado aquí, como si aún se conserva en la Catedral de Barcelona, los restos mortales de este infante no figuran entre los trasladados a la Seo barcelonesa.
Exclaustrados los frailes franciscanos en 1835, durante la desamortización de Mendizábal, el conjunto conventual de San Francisco, junto con la iglesia del Convento, fueron demolidos en 1837, sin que se haya conservado prácticamente nada del edificio, excepto la estatua yacente atribuida al sepulcro de María de Chipre. Al ser demolido el convento, en el solar que ocupaba se alzaron bloques de viviendas y se abrió la actual plaza del Duque de Medinaceli.